# Českobrodský graduál
Českobrodský graduál je renesanční iluminovaný rukopis pocházející z doby kolem poloviny 16. století, který byl napsán na pergamenu. Rukopis je součástí sbírek dnešní Národní knihovny České republiky (sign. XVII.B.20) a je datován mezi lety 1550-1557.
Jeho bohatá malířská výzdoba jej řadí k předním malířským památkám tohoto období v Čechách. Na foliu 1v je vyobrazení erbu Českého Brodu, včetně textu v latině. Jinak je ve většině rukopisu možno číst text česky. Rozměry rukopisu jsou 55,5 cm x 34,5 cm.

### Obsah
Českobrodský graduál obsahuje:
1. Erb Českého Brodu
2. Kyriale
3. Proprium de tempore et de sanctis
4. Obecní svatyně
5. Officium pro defunctis (Oficium za zemřelé)
6. Prosarium (Prózy)
7. Krédo (Patrem)

### Výzdoba
Výzdoba Českobrodského graduálu zde popsaná je výběrová, více v digitální knihovně Manuscriptorium:
- fol. 1v: Erb města Český Brod (v modrém poli stříbrná hradba s otevřenou bránou a věží, po stranách věže dva štíty, v jednom ve zlatém poli černá dvojhlavá orlice, v druhém v červeném poli stříbrný český lev), nad erbem v kartuši latinský text Insignia civitatis Brodae Bohemicalis.
- fol. 2r: Iniciála W, v ní modlící se král David. V borduře klečící donátor s erbem.
- fol. 69r: Iniciála W, v ní Bůh Otec s anděly. V borduře dvojice klečících donátorů.
- fol. 105v: Tři klečící donátoři. Na spodní straně rámu je letopočet 1570. V nápisové tabulce jméno jednoho z donátorů Matěj Brodský z Větčína, v ozdobném rámci jeho erb. Nad erbem text Buoh muoj pomocník.
- fol. 138r: Iniciála D, v ní Narození Krista. V borduře klečící rodina donátora Jana Košťála a datum 1559. Dále je zobrazeno pět klečících synů a dcera.
- fol. 234r: Iniciála W, v ní Zmrtvýchvstání Krista. V borduře erb donátora, identifikovaný text v nápisové pásce Jan Vilím z Šonova.
- fol. 264r: Iniciála D, v ní Seslání Ducha svatého. V borduře klečící donátor a jeho erb.
- fol. 279r: Iniciála N, v ní Poslední večeře Páně. V borduře porážka býka, dále poškozený erb řezníků.
- fol. 293r: Ornamentální iniciála Z. V borduře Křest Krista a klečící donátor (Jan Ledeczký).
- fol. 323v: Ornamentální iniciála Z. V borduře zobrazení orby a v dálce vesnice s kostelem. Nad výjevem napsáno Kuba rychtář z Nové vsi.
- fol. 386v: Ornamentální iniciála G. V borduře erb kožešnického cechu.